# J-Horror
J-Horror è un termine usato per riferirsi agli horror di provenienza giapponese. I J-Horror sono famosi per le loro tematiche e la narrazione delle vicende, e tendono a concentrarsi su un horror di carattere psicologico, costruendo la tensione più su ciò che non viene mostrato. Particolarmente utilizzati nel genere sono gli yūrei, tipici fantasmi giapponesi ed i poltergeist, mentre molte altre pellicole hanno elementi tipici del folclore e della religione.

## Storia

### Origini
L'origine del J-Horror può essere rintracciata nelle storie di fantasmi relative al periodo Edo ed al periodo Meiji, conosciute anche come kaidan o kwaidan. Alcuni elementi di molte di queste storie sono stati rielaborati all'interno di alcuni film; in particolare la figura dei fantasmi giapponesi è spesso presente.

### J-Horror e Yūrei
Il successo del film del 1998 Ring ha portato l'immagine dello yūrei nella cultura occidentale per la prima volta, nonostante in patria esistesse da secoli.
Gli yūrei sono i fantasmi giapponesi, quelli che non sono riusciti a lasciare il mondo dei vivi per via di una qualche emozione che non li fa trapassare. Dipendentemente dal tipo di emozione, gli yurei si manifestano in forme diverse. I più comuni nel cinema J-Horror sono gli onryō, uno yūrei tenuto sulla terra dal desiderio di vendetta.
Come molte creature del folclore, tipo vampiri o licantropi, gli yūrei hanno un aspetto tipico e si attengono a determinate regole.
Genericamente sono di sesso femminile, anche se in realtà esistono anche gli yūrei maschi. Indossano abiti bianchi, normalmente il colore con cui vengono vestiti per i funerali. Caratteristici sono i lunghi capelli neri, di solito sul viso, retaggio del teatro Kabuki, dove ogni personaggio indossava un diverso tipo di parrucca per renderli riconoscibili al pubblico.

## Filmografia parziale
- Jigoku (Nobuo Nakagawa), (1960)
- Kwaidan (1964)
- Onibaba - Le assassine (1964)
- Kuroneko (1968)
- Assault! Jack the Ripper (1976)
- Hausu (1977)
- Evil Dead Trap (1988)
- Tetsuo (o Tetsuo: The Iron Man), (1989)
- Tetsuo II: Body Hammer (1992)
- Eko Eko Azarak: Wizard of Darkness (1995)
- Naked Blood (1995)
- Eko Eko Azarak II - Birth of the Wizard (1996)
- Cure (1997)
- Parasite Eve (1997)
- Eko Eko Azarak III: Misa the Dark Angel (1998)
- Ring (1998)
- Tumbling Doll of Flesh (o Niku daruma), (1998)
- Tomie (1999)
- Tomie: Another Face (1999)
- Red Secret Room (1999)
- Ring 2 (1999)
- Shikoku (1999)
- Audition (Ôdishon), (1999)
- Ju-on (2000)
- Ju-on 2 (2000)
- Tomie: Replay (2000)
- Uzumaki (2000)
- Versus (2000)
- Pyrokinesis (2000)
- Red Secret Room 2 (2000)
- Ring 0: The Birthday (2000)
- Persona (2000)
- Isola: La tredicesima personalità (2000)
- Requiem - Il festival dei morti (2000)
- Yin-Yang Master (2001)
- Stacy (film) (2001)
- Kairo (o Pulse, Kiyoshi Kurosawa), (2001)
- Kakashi (2001)
- Tomie: Re-birth (2001)
- Dark Water (o Honogurai mizu no soko kara), (2002)
- Suicide Club (Sion Sono), (2002)
- Tomie: Forbidden Fruit (2002)
- Ju-on: Rancore (2003)
- Ju-on: Rancore 2 (2003)
- The Call - Non rispondere (o Chakushin ari), (2003)
- Cursed (Yoshihiro Hoshino), (2004)
- Dark Tales of Japan (serie, registi vari), (2004)
- Infection (o Kansen, Masayuki Ochiai), (2004)
- Ju-Rei: The Uncanny (2004)
- Premonition (o Yogen), (2004)
- Marebito (2004)
- Noroi - The Curse (2005)
- Rinne (o Reincarnation), (2005)
- Tomie: Beginning (2005)
- Tomie: Revenge (2005)
- The Call 2 (o Chakushin ari 2), (2005)
- The Call: Final (o Chakushin ari: Final), (2006)
- Forbidden Siren (2006)
- Castigo (o Retribution) (2006)
- Nightmare Detective - Il cacciatore di sogni (2006)
- Unholy Women (2006)
- X-Cross (2007)
- Tales From The Dead (2007)
- Tomie vs Tomie (2007)
- Carved (2008)
- Cruel Restaurant (2008)
- End Call (2008)
- Nightmare Detective 2 (2008)
- The Machine Girl (2008)
- Tokyo Gore Police (2008)
- Grotesque (2009)
- Ju-on: Shiroi Roujo (2009)
- Ju-on: Kuroi Shoujo (2009)
- Tetsuo: The Bullet Man (2009)
- Cold Fish (2010)
- Living Hell (2010)
- Paranormal Activity: Tokyo Night (2010)
- Tomie: Unlimited (2011)
- Ju-on - Owari no hajimari (2014)
- Ju-on: Za fairanu (2015)
- La battaglia dei demoni (2016)

## Registi di J-Horror
- Hideo Nakata
- Kaneto Shindō
- Masaki Kobayashi
- Nobuo Nakagawa
- Kōji Shiraishi
- Takashi Miike
- Takashi Shimizu
- Kiyoshi Kurosawa
- Kazui Nihonmatsu
- Ataru Oikawa
- Akihiro Higuchi
- Sion Sono
- Norio Tsuruta

## Videogiochi J-Horror
- Clock Tower
- Forbidden Siren
- Siren: Blood Curse
- Fatal Frame
- Haunting Ground
- Kuon
- Rule of Rose
- Silent Hill
- Resident Evil
- Parasite Eve
- P.T.

## Remake di J-Horror
Negli ultimi anni i film J-Horror sono diventati molto popolari anche sul mercato occidentale. Il gradimento del pubblico nei confronti di questo genere ha indotto le case di produzione cinematografiche a "rifare" tali pellicole, adattandole maggiormente ai gusti dello spettatore occidentale medio. The Ring è stato il primo di una lunga serie di remake statunitensi;
- The Ring;
- The Ring 2 (benché questo remake non abbia nulla a che vedere con l'originale giapponese);
- Dark Water;
- The Grudge, rifacimento di Ju-On;
- Pulse, rifacimento di Kairo;
- Chiamata senza risposta, rifacimento di The Call - Non rispondere.

Interessante notare come molti dei registi delle pellicole originali sono stati assunti per girare anche la versione americana. È il caso di Hideo Nakata, regista di Ring, richiamato a fare The Ring 2, oppure Takashi Shimizu, regista dell'originale Ju-On e anche del suo remake statunitense The Grudge.
Anche altri paesi asiatici negli ultimi anni si sono lanciati nei remake di film J-horror. Per esempio la Corea del Sud ha creato una propria versione del film Ring, intitolato The Ring Virus.